# 모나코

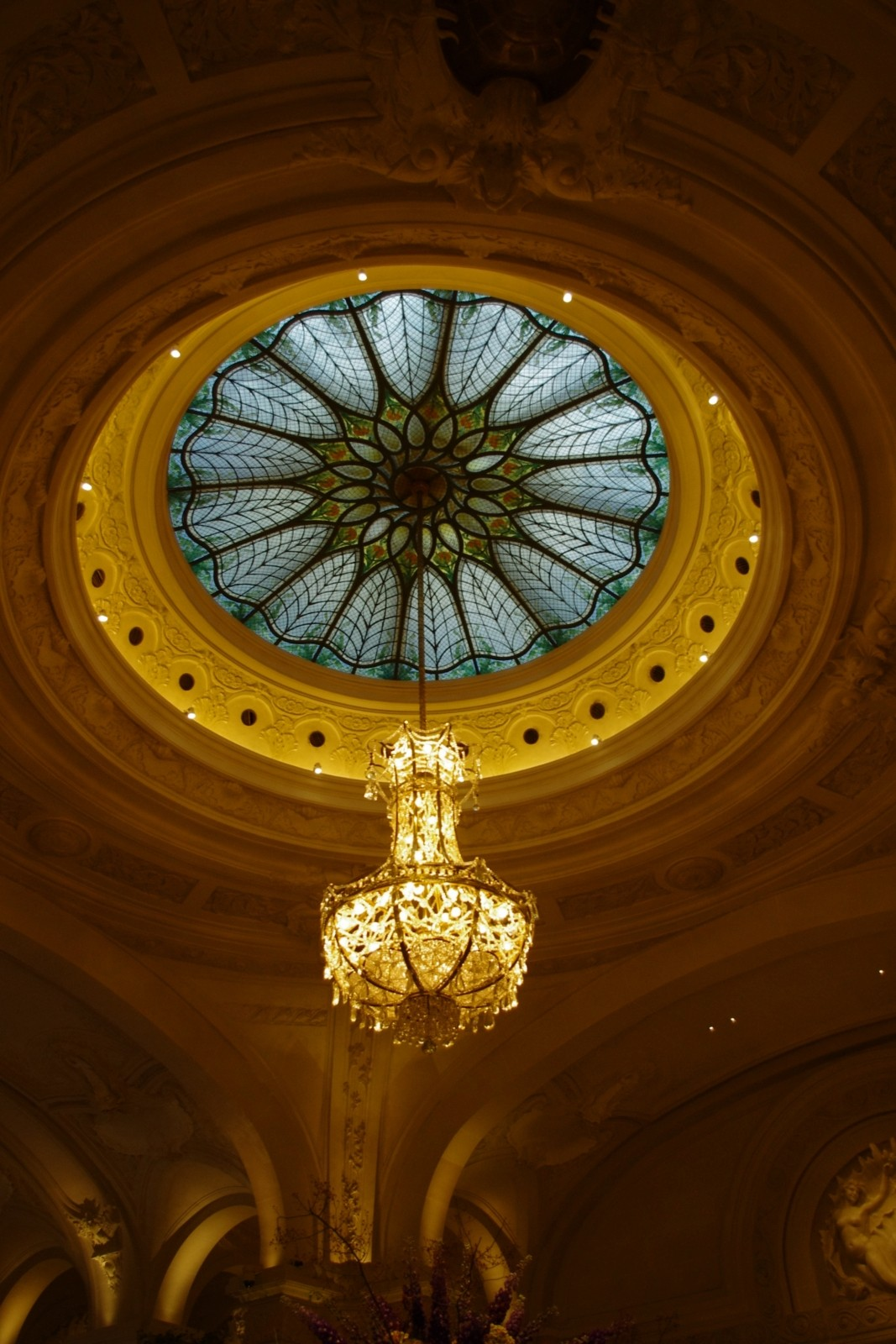
Hotel de Paris 로비 천장: 모나코는 19세기 후반과 20세기 초반의 건물과 화려함으로 관광객을 끌어모았다.

모나코 공국(리구리아어: Prinçipatu de Mu̍negu 프린시파투 데 무네구, 프랑스어: Principauté de Monaco 프랭시포테 드 모나코[*], 오크어: Principat de Mónegue 프린시파트 데 무네게) 줄여서 모나코(프랑스어: Monaco 모나코[*])는 서유럽에 있는 작은 공국이다. 이 나라는 도시 국가이며, 유럽과 세계의 주권 국가 중에서 바티칸 시국에 이어 두 번째로 영토가 작은 나라이다. 바티칸 시국은 유엔에 가맹하지 않았으므로, 모나코는 유엔 회원국 가운데 국토 면적이 가장 작다.
페니키아인이 처음 도래한 이래 로마 시대에 무역항으로 번성하였으며, 10세기 제노바의 그리말디가가 통치하기 시작하였으나 프랑스 혁명기에 프랑스로부터 합병당했다. 1861년 샤를 3세가 프랑스에 두 도시를 넘긴 채 독립국으로 유지되고 있다. 국가원수는 모나코 대공이며, 국방권은 프랑스에게 위임되어 있다. 카지노와 관광업이 발달해 있으며, 포뮬러 원의 하나인 모나코 그랑프리의 개최국이기도 하다.

## 역사
기원전 10세기경 페니키아인이 최초로 이 항만에 들어온 뒤, 그리스인·카르타고인·로마인 등에 의해 안전한 항구로서 이용되었다. 로마 시대에는 무역항으로 번영하였으나, 민족대이동의 혼란기에 항구와 도시가 함께 파괴되었다. 7세기 이래 모나코는 롬바르디아 왕국·아를 왕국 등의 영토였다가 약 200년에 걸쳐 사라센제국의 지배를 받았다.
10세기에 들어와서 제노바의 그리말디가가 프랑스 왕국의 도움을 받으면서 진출하여, 1297년부터 그리말디가의 영지가 되었다. 16세기에는 에스파냐의 보호국이 되었고, 1641년 다시 프랑스의 보호 아래에 들어가게 되었으나, 프랑스 혁명기 및 제1제정 때 프랑스는 모나코를 그리말디가로부터 몰수·합병하였다.
1814년~1815년 빈 회의에서 모나코는 그리말디가에 반환되었으나 다시 사르데냐 왕국의 보호 하에 놓이게 되었다. 1848년 프랑스 2월 혁명 후에 모나코의 망통·로크브륀의 두 도시가 반란을 일으켜 사르데냐 왕국의 속박에서 벗어나 프랑스에 합칠 것을 요구함으로써 모나코는 분열의 위기를 맞게 되었다. 1861년 샤를 3세가 두 도시에 대한 권리를 프랑스에 팔아넘기고, 모나코는 현재의 영토로 축소된 상태에서 사르데냐로부터 이탈하여 프랑스 보호 아래 독립국이 되었다.

## 정치
국가 원수는 모나코 대공이다. 모나코의 헌법은 생물학자이기도 했던 알베르 1세에 의하여 1911년에 제정되었다.
행정부의 총리는 5명의 행정위원회(Council of Government)를 이끄는 국무장관인데, 2002년까지는 프랑스 정부가 추천한 프랑스인이 임명되었다. 현재는 국무장관직에는 프랑스인과 모나코인을 임명할 수 있다.
모나코는 1701년부터 국방권을 포기하였고, 프랑스에 모든 국방권이 위임된 상태이다.
2007년 6월 14일에 대한민국과 수교하였다. 서울특별시에서 열린 1988년 하계 올림픽에 참가하였으며, 대한민국은 모나코에 대한 업무를 프랑스 주재 대사관이 겸임한다. 조선민주주의인민공화국과는 수교하지 않았다.

## 지리
지중해 연안에 위치해 있으며, 북서쪽으로 프랑스와 국경을 면해 있다. 프랑스의 대표적 휴양지인 니스와 인접해 있다. 면적은 1.95km²로 바티칸 다음으로 작다.
지중해성 기후로 겨울에는 온난한 우기가 되고 여름에는 고온의 맑은 날씨가 계속되는 건기가 된다.
행정 구역은 코뮌 1개로 통일되어 있으며, 국가 자체와 도시로서의 지리적 차이는 없으나 정부와 지방자치단체로서의 차이가 있다. 과거에는 모나코빌, 몬테카를로, 라콩다민의 3개 코뮌이 설치된 바 있다. 코뮌 산하에는 10개 행정구 (카르티에, Quartier)로 분할되어 있다.

교통의 경우 공항은 없으며 근처의 프랑스 남부 도시 니스에서 기차를 통하여 방문한다.
| 모나코의 기후                                                    | 모나코의 기후 | 모나코의 기후 | 모나코의 기후 | 모나코의 기후 | 모나코의 기후 | 모나코의 기후 | 모나코의 기후 | 모나코의 기후 | 모나코의 기후 | 모나코의 기후 | 모나코의 기후 | 모나코의 기후 | 모나코의 기후 |
| 월                                                               | 1월           | 2월           | 3월           | 4월           | 5월           | 6월           | 7월           | 8월           | 9월           | 10월          | 11월          | 12월          | 연간          |
| ---------------------------------------------------------------- | ------------- | ------------- | ------------- | ------------- | ------------- | ------------- | ------------- | ------------- | ------------- | ------------- | ------------- | ------------- | ------------- |
| 역대 최고 기온 °C (°F)                                           | 19.9 (67.8)   | 23.2 (73.8)   | 25.6 (78.1)   | 26.2 (79.2)   | 30.3 (86.5)   | 32.5 (90.5)   | 34.4 (93.9)   | 34.5 (94.1)   | 33.1 (91.6)   | 29.0 (84.2)   | 25.0 (77.0)   | 22.3 (72.1)   | 34.5 (94.1)   |
| 일평균 최고 기온 °C (°F)                                         | 13.0 (55.4)   | 13.0 (55.4)   | 14.9 (58.8)   | 16.7 (62.1)   | 20.4 (68.7)   | 23.7 (74.7)   | 26.6 (79.9)   | 26.9 (80.4)   | 24.0 (75.2)   | 20.6 (69.1)   | 16.5 (61.7)   | 13.9 (57.0)   | 19.2 (66.6)   |
| 일일 평균 기온 °C (°F)                                           | 10.2 (50.4)   | 10.2 (50.4)   | 12.0 (53.6)   | 13.8 (56.8)   | 17.5 (63.5)   | 20.9 (69.6)   | 23.8 (74.8)   | 24.2 (75.6)   | 21.1 (70.0)   | 17.9 (64.2)   | 13.8 (56.8)   | 11.2 (52.2)   | 16.4 (61.5)   |
| 일평균 최저 기온 °C (°F)                                         | 7.4 (45.3)    | 7.4 (45.3)    | 9.1 (48.4)    | 10.9 (51.6)   | 14.6 (58.3)   | 18.0 (64.4)   | 21.0 (69.8)   | 21.4 (70.5)   | 18.3 (64.9)   | 15.2 (59.4)   | 11.2 (52.2)   | 8.5 (47.3)    | 13.6 (56.5)   |
| 역대 최저 기온 °C (°F)                                           | −3.1 (26.4)   | −5.2 (22.6)   | −3.1 (26.4)   | 3.8 (38.8)    | 7.5 (45.5)    | 9.0 (48.2)    | 10.5 (50.9)   | 12.4 (54.3)   | 10.5 (50.9)   | 6.5 (43.7)    | 1.6 (34.9)    | −1.0 (30.2)   | −5.2 (22.6)   |
| 평균 강수량 mm (인치)                                            | 67.7 (2.67)   | 48.4 (1.91)   | 41.2 (1.62)   | 71.3 (2.81)   | 49.0 (1.93)   | 32.6 (1.28)   | 13.7 (0.54)   | 26.5 (1.04)   | 72.5 (2.85)   | 128.7 (5.07)  | 103.2 (4.06)  | 88.8 (3.50)   | 743.6 (29.28) |
| 평균 강수일수 (≥ 1.0 mm)                                         | 6.0           | 4.9           | 4.5           | 7.3           | 5.5           | 4.1           | 1.7           | 2.5           | 5.1           | 7.3           | 7.1           | 6.5           | 62.4          |
| 평균 월간 일조시간                                               | 149.8         | 158.9         | 185.5         | 210.0         | 248.1         | 281.1         | 329.3         | 296.7         | 224.7         | 199.0         | 155.2         | 136.5         | 2,574.7       |
| 출처 1: 프랑스 기상청 (평년값: 1981년~2010년, 극값: 1966년~현재) |               |               |               |               |               |               |               |               |               |               |               |               |               |
| 출처 2: Monaco website (일조시간)                                |               |               |               |               |               |               |               |               |               |               |               |               |               |

## 인구
프랑스인 28.4% 모나코인 21.6% 이탈리아 18.7% 영국 7.5% 벨기에 2.8% 독일인 2.5% 스위스인 2.5퍼센트 미국 국민 1.2% 기타 14.8%이다.
공용어가 모나코어로, 그 외에는 프랑스어, 이탈리아어, 영어 등이 사용된다. 모나코는 프랑스어사용국기구(프랑코포니)의 정회원국이다.
인구의 86퍼센트가 기독교를 믿으며 무교 11.7%, 유대교 1.7% 이슬람교 0.4% 기타 0.2%이다.

## 문화

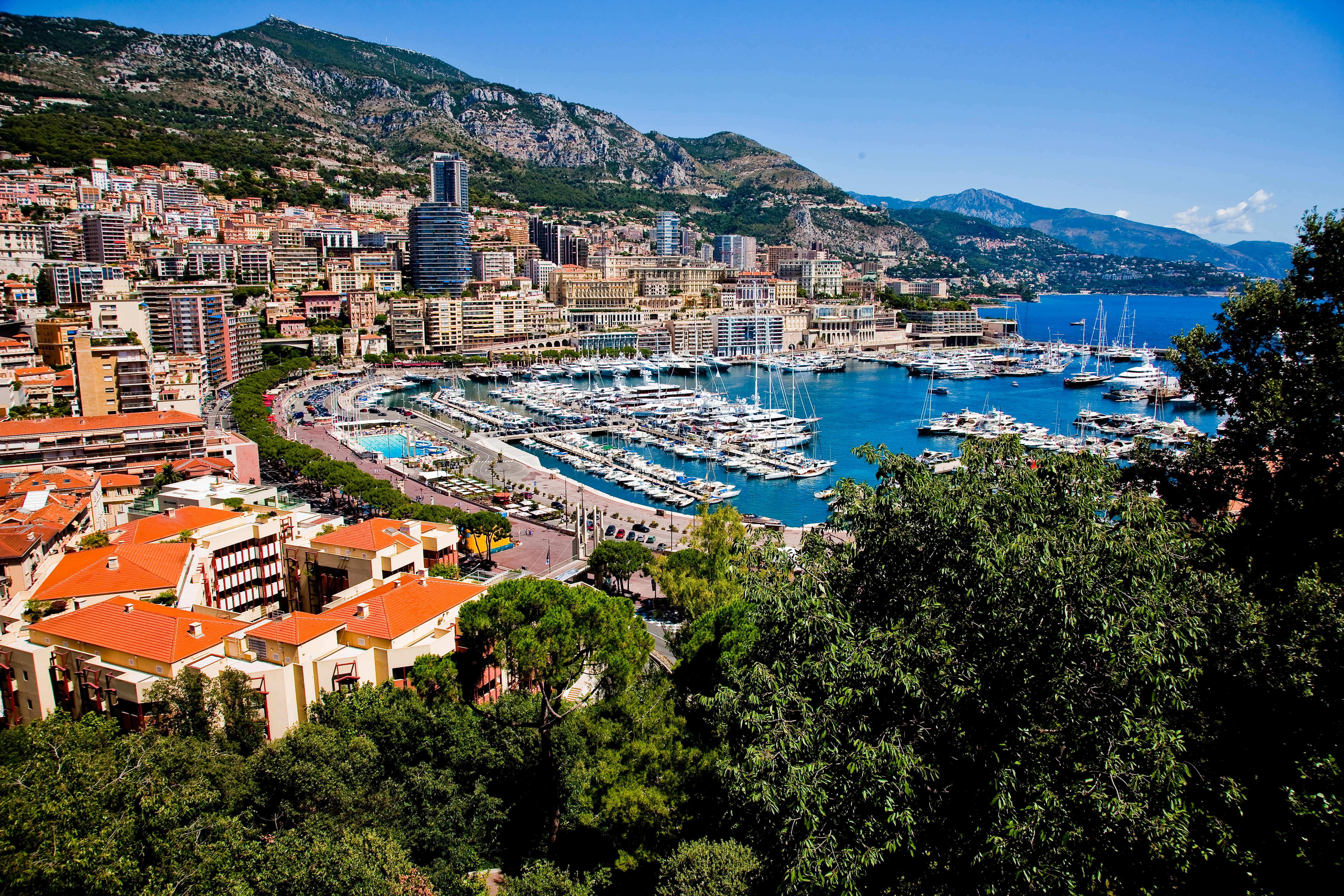
몬테카를로의 시가지

도박 산업이 발전하여 화려한 카지노를 쉽게 찾을 수 있다. 카지노 대부분은 1878~1910년 사이에 건축되었다. 관광업을 육성하는 나라답게 국민 가운데 소수인 모나코 원주민은 도박이 금지되어 있으나 세금을 면제받는다. 또한 모나코는 관광산업, 국제 중계무역으로 인한 무역 중계 수수료, 새롭게 등장하는 컨벤션 산업, 관광과 문화, 예술을 연계한 페스티벌 및 엔터테인먼트, 스포츠와 레저 산업이 주 수입원이다. 그중에서 관광산업과 국제 중계무역이 유명하다. 문화유산으로는 근위병들의 절제된 모습을 볼 수 있는 왕궁과 왕궁 남쪽에 있는 나폴레옹의 유품 박물관이 있다. 이곳에는 나폴레옹의 손수건, 양말, 제복, 검, 훈장 등이 진열되어 있다.
대표적인 관광자원은 몬테카를로 지구에 소재한 그랑 카지노(Grand Casino), 국제회의장, 국립 인형 박물관, 국제 스포츠 클럽, 팔라소테라피, 그랑 카지노의 오페라 극장, 일본 정원(Jardin Japonais)에서 마르탱 해변으로 이어지는 그레이스 왕비 거리, 모나코 빌 지구에 있는 공궁(公宮), 역사 박물관, 모나코 밀랍 박물관, 모나코 역사 박물관, 해양학 박물관과 수족관, 풍비에이유 지구에 소재한 레니오 공작 클래식카 컬렉션, 선박 박물관, 우표와 동전 박물관 등이 있다.

### 스포츠
세계적으로 유명한 축구클럽인 AS 모나코 FC의 연고지이다. AS 모나코는 프랑스의 축구 최상위리그인 리그 1에서 활약하고 있다.
모나코 축구 국가대표팀은 국제 축구 연맹에는 가입하지 않았다. 그래서 NF-보드에 참가하고 2006년 VIVA 월드컵에도 참가하였으나 2010년 5월 NF-보드에서 탈퇴하였다.
또한 포뮬러 원 대회 중 하나인 모나코 그랑프리가 열리는 곳으로도 유명하다.

## 주의사항
- 군주의 칭호는 Prince이다. '왕자'로 번역하기도 하는데, 공작(公爵) 또는 대공(大公)으로 번역해야 옳다. 일반적으로 서양의 duke는 공작으로, grand duke는 대공으로 번역된다. prince는 duke보다 상위의 호칭이므로 원래 대공으로 번역되었지만 그 상위에 grand prince라는 칭호가 또 있기 때문에 정확한 번역이 애매하여, 현대에 와서는 주로 prince는 duke처럼 공작으로, grand duke와 grand prince는 대공으로 번역하게 되었다. Prince는 동양에서 봉건시대에 뛰어난 업적을 지닌 공신에게 왕자군(王子君)과는 별개로 공신군(功臣君)의 칭호를 수여한 바 있는데 그와 유사한 개념으로 보면 된다.

## 같이 보기
- 그레이스 켈리
- 모나코의 경제